# Ухов, Валентин Петрович
Валентин Петрович Ухов (29 января 1908, с. Мулловка, Самарская губерния, Российская империя — 9 июня 1957, Москва, СССР) — советский военачальник, Гвардии генерал-майор авиации (5 февраля 1944).

## Биография
Родился 29 января 1908 года в селе Мулловка, ныне посёлок городского типа в в Мелекесском районе, Ульяновской области. Русский.
До службы в армии Ухов работал слесарем на суконной фабрике в селе Мулловка Куйбышевской области.

## Военная служба
В мае 1928 года поступил в Военно-теоретическую школу лётчиков ВВС РККА в городе Ленинград. После прохождения теоретического курса в мае 1929 года направлен во 2-ю военную школу лётчиков им. Осоавиахима СССР для обучения практическим полётам. В октябре 1930 года окончил эту школу и был назначен младшим лётчиком во 2-ю авиаэскадрилью в городе Баку. С марта 1932 года был командиром звена в 44-й авиаэскадрилье ВВС ККА в город Тифлис. С января по май 1934 года прошёл курс обучения на Липецких авиационных курсах усовершенствования ВВС РККА. В январе 1935 года переведён командиром отряда 121-й авиаэскадрильи в город Баку. С июня по декабрь 1936 года проходил переподготовку в 8-й военной школе пилотов в городе Одесса на курсах высшего пилотажа и воздушных стрельб.
С 14 января по 13 сентября 1937 года участвовал в национально-революционной войне в Испании. Был командиром 1-й эскадрильи истребителей И-16. По состоянию на 25 марта 1937 года лично сбил 1 и в группе 2 самолёта противника. 3 июня 1937 года лётчики 2-й эскадрильи провели несколько воздушных боёв, в одном из которых Ухов сбил ещё один истребитель CR-32, ставший его 4-й победой. За мужество и героизм в боях он был награждён орденами Ленина и Красного Знамени.
После возвращения в СССР в октябре 1937 года полковник Ухов направлен в 8-ю военную школу пилотов в город Одесса, где был командиром эскадрильи и начальником курсов высшего пилотажа и воздушных стрельб. 20 июля 1938 года был допущен к исполнению должности начальника Борисоглебской авиашколы имени В. П. Чкалова. В 1939 году вступил в ВКП(б). С января по апрель 1940 года — помощник командира и врид командира 69-й истребительной авиабригады ВВС КВО в городе Львов, затем — командир 43-й авиабригады в городе Одесса. В декабре 1940 года откомандирован на учёбу в Военную академию командного и штурманского состава ВВС Красной армии. По её окончании 20 июня 1941 года назначен командиром 61-й смешанной авиационной дивизии 3-го авиакорпуса ДА, дислоцировавшейся на аэродроме Шаталово Смоленской области.

### Великая Отечественная война
С первых дней войны 61-я авиадивизия под командованием полковника Ухова участвовала в приграничных боях. 27 июня 1941 года по приказу командующего ВВС убыла в Москву за получением новой материальной части. В августе того же года  Ухов с управлением дивизии направлен в состав Брянского фронта, где принял новые полки смешанного состава. Затем дивизия принимала участие в Орловско-Брянской и Тульской оборонительных операциях. Её части вели боевую работу в районах Брянск, Орёл, Курск, Тула, Кашира, по обороне Москвы.
Осенью 1941 года, после нанесения 2-й танковой армией под командованием генерала Гудериана мощного удара на участке Брянского фронта, Ухову удалось объединить все военно-воздушные силы Брянского фронта и организовать удары с воздуха по наступающему противнику. Используя транспортные самолёты он поддерживал тех, кто оказался в окружении. Принимал активные меры к организации обороны на земле. За проявленное мужество и умелое командование вверенными ему войсками его наградили вторым орденом Ленина.
В начале января 1942 года Ухов назначается командующим ВВС 61-й армии, войска которой в составе Брянского, затем Западного фронтов вели оборонительные бои севернее Волхова и южнее Тулы.
С ликвидацией ВВС армии в июне 1942 года полковник Ухов был назначен командиром 210-й истребительной авиадивизии, входившей в состав 3-й воздушной армии Калининского фронта. Участвовал с ней в Ржевско-Сычёвской наступательной операции. В ноябре дивизия вошла в подчинение 1-го истребительного авиакорпуса резерва Ставки ВГК. С ноябре 1942 года по январь 1943 года её части поддерживали войска Калининского фронта в ходе Великолукской наступательной операции, затем в феврале 1943 года привлекались для поддержки войск Северо-Западного фронта при ликвидации демянского плацдарма противника. За боевые отличия 21 марта 1943 года она была переименована в 3-ю гвардейскую истребительную авиадивизию. С марта дивизия находилась в резерве Ставки ВГК, затем в мае была передана в 15-ю воздушную армию Брянского фронта. В её составе принимала участие в Орловской и Брянской наступательных операциях.
С февраля по май 1943 года командиром 32-го гвардейского истребительного авиационного полка входившего в дивизию Ухова был полковник В. И. Сталин. После войны, Ухов вспоминал что «на командование авиационной дивизией и на заботу о том, чтобы ничего не случилось с В. И. Сталиным, приходилось тратить одинаковое количество сил, энергии и времени».
После выхода войск фронта в район Гомеля дивизия была перебазирована на 1-й Прибалтийский фронт и участвовала в Великолукской наступательной операции. Позже её части успешно действовали на 2-м Прибалтийском фронте, участвуя в Городокской наступательной операции. В мае 1944 года генерал-майор авиации Ухов по приказу командующего ВВС сдал дивизию полковнику В. И. Сталину и убыл во 2-ю воздушную армию.
02 июня 1944 года принял командование 10-й гвардейской истребительной авиационной Сталинградской Краснознаменной дивизией и участвовал с ней в Львовско-Сандомирской наступательной операции. В августе дивизия в составе 10-го истребительного авиакорпуса была передана 8-й воздушной армии 4-го Украинского фронта и воевала в ней до конца войны. Её части принимали участие в Восточно-Карпатской, Западно-Карпатской, Моравска-Остравской и Пражской наступательных операциях, в освобождении городов Тернополь, Бельско-Бяла, Опава, Моравска-Острава, Оломоуц. За образцовое выполнение заданий командования в боях при прорыве обороны противника и овладение городами Ясло и Горлица и проявленные при этом доблесть и мужество она 19 февраля 1945 года была награждена Суворова 2-й степени.
В период с декабря 1941 года по май 1945 года Ухов лично совершил 20 боевых вылетов на сопровождение наших самолётов и штурмовку войск противника. В воздушных боях сбил 2 самолёта (1 лично и 1 в группе). Во время штурмовок уничтожил 1 паровоз, 3 вагона, 4 повозки, до 15 солдат и офицеров противника. Летал на истребителях Як-1, Ла-5.
За время войны комдив Ухов был 8 раз персонально упомянут в благодарственных в приказах Верховного Главнокомандующего.
Участвовал в Параде Победы в Москве 24 июня 1945 года.

### Послевоенное время
По окончании войны генерал-майор авиации Ухов передислоцировал дивизию в город Мукачево в состав 14-й воздушной армии. В декабре 1946 года за большую аварийность в дивизии был снят с должности и в апреле 1947 года назначен начальником отдела боевой подготовки управления 5-й воздушной армии ОдВО. С ноября 1947 по декабрь 1949 года проходил обучение в Высшей военной академии им. К. Е. Ворошилова, по окончании которой был направлен помощником командующего ВВС Таврического военного округа.
30 ноября 1950 года 3-м Главным управлением МГБ СССР помощник командующего ВВС Таврического ВО генерал-майор авиации Ухов был арестован «за антисоветскую деятельность», среди обвинений предъявленных Ухову было то что в годы войны он присвоил себе трофейное имущество, в 1945—1946 годах Ухов использовал подчинённых не по назначению, «брал на самолёт чужих лиц», продал служебную машину, в период обучения в Академии Генштаба среди близких родственников и знакомых возводил клевету на руководителей страны, а после её окончания самовольно забрал схемы, таблицы и записи лекций, содержавшие государственную тайну, ему также припомнили, что на приёме после Парада Победы он неуважительно отзывался о Ворошилове и Будённом и что, узнав о перелёте двух лётчиков за границу, сказал: «От хорошей жизни не улетишь», а однажды заявил: «Вся наша страна — лагерь».
2 сентября 1952 года состоялось судебное заседание, Ухов был приговорён по ст. 58 — 10 ч. 1 и 193-17 п. «а» УК РСФСР к 10 годам лишения свободы. Отбывал наказание в Волжском ИТЛ МВД СССР. Летом 1953 года его освободили из под стражи, реабилитировали и восстановили в правах.

В своих многочисленных жалобах из Волжского лагеря В. П. Ухов писал, что знает истинную причину своего ареста, но не может её назвать «в интересах Родины».
Летом 1953 года в жалобе на имя Генерального прокурора СССР, кроме основных претензий к сфальсифицированному в отношении его делу, он рассказал и о своих взаимоотношениях с бывшим подчинённым ему Василием Сталиным, которого от считал причастным к своему аресту.
По его словам, молодой Полковник, не знавший ограничений в удовлетворении своих желаний, не считавшийся с авторитетами, привыкший тратить государственные средства без какого-либо учёта, брал ящиками водку и в неограниченном количестве закуску в не подчинённых Ухову частях авиатехнической дивизии и «организовывал в полку запои». Претензии же за перерасход водки предъявлялись Ухову. Он потребовал от В. И. Сталина прекратить эти безобразные проявления вседозволенности.
Как утверждал Ухов, его требовательность к В. И. Сталину обуславливалась напряжённым положением военного времени, «когда шла борьба с врагом, а отсюда и с пьяной мыслью любого руководителя». Он не мог допустить разложения коллектива и потребовал от Полковника В. И. Сталина принять к исполнению данные ему указания. Кроме того, он запретил ему вылетать на передний край без его на то разрешения, поскольку «не хотел допустить его потери в боях с немецкими асами из группы Рихтгофена». Как указал далее Ухов, «можно было обойтись в боях с немцами в воздухе без участия в них сына вождя, покой которого тогда обязан был охранять каждый, кто желал победы».
Кроме того, Ухов первым поставил вопрос о снятии Василия Сталина с должности командира полка после известного трагического инцидента с глушением рыбы реактивным снарядом, повлекшего гибель инженера полка.
— КРАСНЫЕ СОКОЛЫ. СОВЕТСКИЕ ЛЁТЧИКИ 1936-1953 // Ухов Валентин Петрович
В конце 1953 года Ухов восстановлен на военной службе и назначен преподавателем военной кафедры Московского энергетического института.
В 1955 году генерал-майор авиации Ухов уволен из армии в отставку по болезни.
Умер 9 июня 1957 года. Похоронен на Ваганьковском кладбище. После смерти супруги Уховой Марии Михайловны (1914—2002) его прах перезахоронен на Хованском кладбище, участок 402.

## Награды
СССР
- два ордена Ленина (02.03.1938[3], 14.02.1943[7])
- три ордена Красного Знамени (17.07.1937[3], 22.02.1945[8], 20.06.1949[9])
- орден Богдана Хмельницкого II степени (11.08.1944)[10]
- орден Суворова III степени (31.10.1943)[11]
- орден Красной Звезды (03.11.1944)[9]

медали в том числе:
- - «За оборону Москвы»
  - «За победу над Германией в Великой Отечественной войне 1941—1945 гг.»
  - «За освобождение Праги»

Приказы (благодарности) Верховного Главнокомандующего в которых отмечен В. П. Ухов.
- За форсирование реки Десна и овладение важнейшими опорными пунктами обороны немцев на рубеже этой реки, крупными промышленными центрами — городами Брянск и Бежица. 17 сентября 1943 года № 15.
- За овладение городами Чехословакии Керешмэзе (Ясина), Рахов и крупными населёнными пунктами Чертижне, Белька, Поляна, Руске, Льгота, Ужок, Нижни Верецки, Заломиска, Пилипец, Голятин, Торуна, Надбочко и захват в Северной Трансильвании города Сигет. 18 октября 1944 года № 198.
- За форсирование реки Вислока и Дунаец и овладение городами Ясло и Горлице — важными опорными пунктами обороны немцев на краковском направлении, а также захват с боями свыше 400 других населённых пунктов. 19 января 1945 года. № 229.
- За овладение крупным административным центром Чехословакии городом Попрад — важным узлом коммуникаций и опорным пунктом обороны противника. 28 января 1945 года. № 263.
- За овладение штурмом городом Бельско — крупным узлом коммуникаций и мощным опорным пунктом обороны немцев на подступах к Моравской Остраве. 12 февраля 1945 года. № 275.
- За овладение штурмом городом Опава (Троппау) — важным узлом дорог и сильным опорным пунктом обороны немцев. 23 апреля 1945 года. № 341.
- За овладение штурмом городом Моравска-Острава — крупным промышленным центром и мощным опорным пунктом обороны немцев в Чехословакии. Одновременно войска фронта овладели городом Жилина — важным узлом дорог в полосе Западных Карпат. 30 апреля 1945 года. № 353.
- За овладение городом и крупным железнодорожным узлом Оломоуц — важным опорным пунктом обороны немцев на реке Морава. 8 мая 1945 года. № 365.

Других государств
- орден Белого льва III степени (ЧССР)
- Чехословацкий Военный крест (ЧССР)
- Военная памятная медаль (ЧССР)
- медаль «Победы и Свободы» (ПНР)

## Прочие факты
- В октябре 1943 года имел место редчайший, если не единственный, случай награждения вопреки статута награды командира 3-й гвардейской истребительной авиационной дивизии полковника В. П. Ухова третьей низшей степенью ордена Суворова, хотя командиры дивизий награждались второй, а некоторые из них и первой степенью этого ордена, причём произошло это после непростых служебных взаимоотношений комдива Ухова со своим подчинённым командиром полка Василием Сталиным.